# خوزه کالدرون (بازیکن فوتبال)
خوزه کالدرون (اسپانیایی: José Calderón‎؛ زادهٔ ۱۴ اوت ۱۹۸۵) بازیکن فوتبال اهل پاناما است.
وی در تیم ملی فوتبال پاناما ۱۳ بازی انجام داده است.